# Маловичко, Алексей Александрович
Алексе́й Алекса́ндрович Малови́чко (род. 25 июля 1952, Новосибирск) — российский учёный в области сейсмологии и сейсморазведки, доктор технических наук, заслуженный деятель науки Российской Федерации (1999), член-корреспондент РАН по Отделению наук о Земле (геофизика) с 22 мая 2003 года. Заведующий филиалом кафедры геофизики Пермского государственного университета в Горном институте (с 1993 года), директор, научный руководитель Геофизической службы РАН (с января 2005 года). Автор более 150 печатных работ, в том числе 5 монографий. Сын геофизика А. К. Маловичко.

## Биография
В 1974 году с отличием окончил Пермский университет по специальности «Геофизические методы поисков и разведки».
В 1974—1987 годах — инженер, младший, затем старший научный сотрудник Камского отделения ВНИГНИ (Пермь). В 1979 году защитил кандидатскую диссертацию «Кинематические и динамические особенности волновых полей при сейсморазведке вертикально-неоднородных сред».
С 1988 года — заместитель директора по научной работе Горного института Уральского отделения АН СССР/РАН. доктор технических наук (1991, диссертация «Расширенная кинематическая интерпретация данных цифровой сейсморазведки МОГТ в условиях вертикально-неоднородных сред»). С 1993 года — заведующий филиалом кафедры геофизики Пермского университета в Горном институте.
Сын Дмитрий — также геофизик.

## Направления исследований
Исследования А. А. Маловичко связаны с сейсмической разведкой неоднородных сред, решением проблем кинематической интерпретации отраженных волн, исследованием тонкой структуры природной и техногенной сейсмичности, сейсмическим мониторингом геодинамически неустойчивых зон.
Основные работы посвящены анализу процессов формирования и распространения сейсмических волн в неоднородных средах. Решил ряд важных задач расширенной кинематической интерпретации данных сейсморазведки отраженными волнами. С 1991 г. развивает новое научное направление, связанное с решением проблем техногенной сейсмичности. Впервые установил пространственные и временные закономерности проявления техногенной сейсмичности в пределах горнодобывающих объектов, на основании которых разработал эффективные методы прогноза сейсмоопасных зон по результатам сейсмологического мониторинга.

## Награды
- Орден Дружбы (28 февраля 2023 года) — за заслуги в научной деятельности и многолетнюю добросовестную работу[3]
- Медаль ордена «За заслуги перед Отечеством» II степени (04 июня 2014 года) — за достигнутые трудовые успехи, значительный вклад в социально-экономическое развитие Российской Федерации, заслуги в гуманитарной сфере, активную законотворческую и общественную деятельность, многолетнюю добросовестную работу[4]
- Заслуженный деятель науки Российской Федерации (04 июня 1999 года)  — за большой вклад в развитие отечественной науки, подготовку высококвалифицированных кадров и в связи с 275-летием Российской академии наук[5]